# Lucius Cornelius Balbus (maior)
Lucius Cornelius Balbus was een Romeins politicus, militair en vriend van Julius Caesar.

De toevoeging "maior" is om hem van zijn jongere neef te onderscheiden.
Balbus werd aan het begin van de 1e eeuw v.Chr. geboren in Gades, het huidige Cádiz, in de provincie Hispania. Hij diende onder Quintus Metellus Pius en Pompeius in de strijd tegen Sertorius in Hispania. Vanwege zijn verdiensten in deze oorlog kreeg hij van Pompeius het Romeinse burgerschap en volgde hem naar Rome in 71 v.Chr. Balbus werd een persoonlijke vriend van Pompeius en later ook van Julius Caesar. Omdat hij met alle rivalen vriendschappelijke banden onderhield, kon hij een grote rol spelen bij de vorming van het eerste triumviraat in 60 v.Chr..
Hij volgde Caesar toen deze in 61 v.Chr. in de functie van propraetor naar Hispania ging. In 59 v.Chr. ging hij met Caesar naar Gallia in de functie van praefectus fabrum.
Zijn positie als genaturaliseerde buitenlander met grote rijkdom en politieke invloed bezorgde Balbus veel vijanden. Zij klaagden hem in 56 v.Chr. aan voor het zich onrechtmatig voordoen als Romeins burger. Aangezien Pompeius het burgerschap aan hem had verleend was deze aanklacht ook direct tegen het triumviraat gericht. Zowel Pompeius als Crassus verdedigden hem in de rechtszaak, evenals Cicero, wiens rede ("Pro Balbo") bewaard is gebleven. Balbus werd daarop vrijgesproken.
Tijdens de Burgeroorlog tussen Pompeius en Caesar hield Balbus zich afzijdig. Hij zette Cicero er wel toe aan om te bemiddelen tussen de twee rivalen, vooral om te voorkomen dat Cicero zich ook bij Pompeius aan zou sluiten. Later werd Balbus, samen met Gaius Oppius, verantwoordelijk voor al Caesars zaken in Rome. Na de moord op Caesar in 44 v.Chr. kwam Balbus in de gunst bij Octavianus, de latere keizer Augustus. In 43 of 42 v.Chr. werd hij praetor en in 40 v.Chr. was Balbus de eerste genaturaliseerde buitenlander die het consulaat verkreeg. Het jaar van zijn dood is onbekend.
Balbus hield een dagboek bij waarin hij alle belangrijke gebeurtenissen uit zijn en Caesars leven beschreef, maar dit is verloren gegaan. Hij zorgde er ook voor dat Caesars boeken over de Gallische Oorlog werden voltooid door het achtste deel van de Commentarii De Bello Gallico te laten schrijven. Dit werd vermoedelijk geschreven door zijn vriend Aulus Hirtius en is aan Balbus opgedragen.